# Верехани-Гаївка
Верехани-Гаївка (пол. Werechanie-Gajówka) — лісова осада (селище) у Польщі, розташоване в Люблінському воєводстві Томашівського повіту, ґміни Рахане.